# Commutateur écran-clavier-souris
 (août 2012).
Si vous disposez d'ouvrages ou d'articles de référence ou si vous connaissez des sites web de qualité traitant du thème abordé ici, merci de compléter l'article en donnant les références utiles à sa vérifiabilité et en les liant à la section « Notes et références ».
 (janvier 2025).

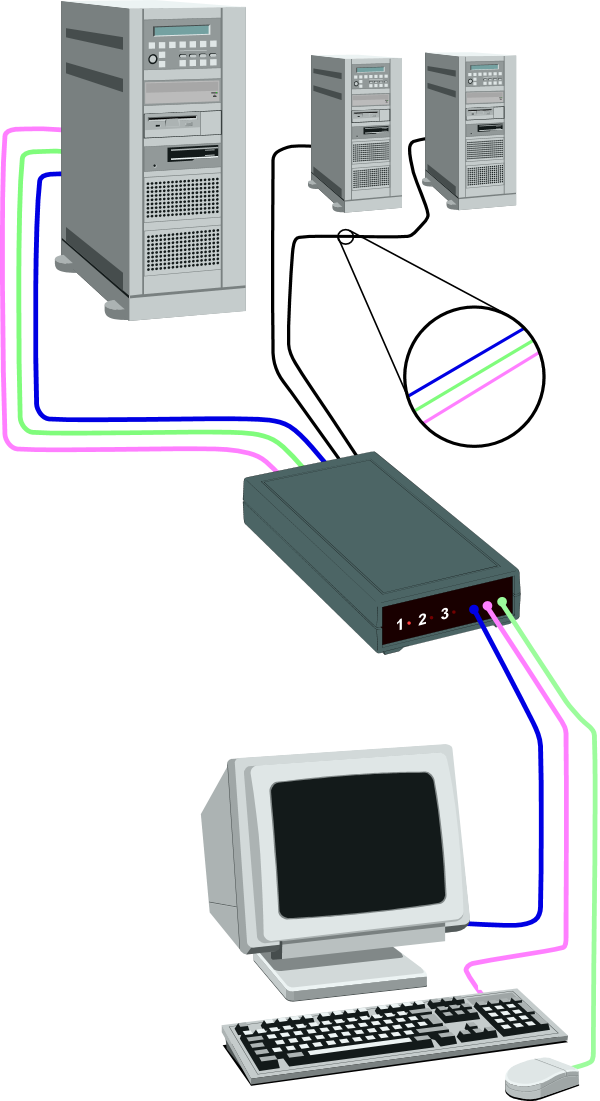
Fonctionnement d'un commutateur KVM.

En informatique, un commutateur écran-clavier-souris ou commutateur KVM (switch KVM ou keyboard-video-mouse switch en anglais) est un commutateur qui permet de partager clavier, écran et souris entre plusieurs ordinateurs.

## Description
Plusieurs ordinateurs sont reliés au même KVM mais un seul est vu à la fois. L'utilisateur peut choisir à tout moment l'ordinateur qu'il souhaite contrôler, et commute instantanément (quelques centièmes de seconde) de l'un à l'autre. Quelques commutateurs KVM récents permettent aussi de partager non seulement des périphériques USB, mais aussi audio (haut parleurs, micro…), bien que la commutation de ces derniers ne soit pas toujours plus avantageuse que le simple mixage.
L'utilisateur connecte un écran, un clavier et une souris au périphérique KVM. Il utilise ensuite des câbles pour connecter le commutateur KVM aux ordinateurs qu'il veut contrôler. L'utilisation des boutons du commutateur KVM permet de choisir l'ordinateur contrôlé parmi ceux qui sont connectés au commutateur, car celui-ci transmet les signaux entre un ordinateur d'une part et le clavier, la souris et l'écran d'autre part en fonction de l'ordinateur sélectionné. La plupart des commutateurs KVM permettent aussi de choisir l'ordinateur contrôlé en utilisant des commandes spéciales sur le clavier (comme par l'appui sur certaines touches, souvent la touche d'arrêt du défilement "Arrêt défil." ou "Scroll Lock", rapidement deux ou trois fois de suite). Certains périphériques KVM envoient aussi des signaux aux ordinateurs qui ne sont pas actuellement sélectionnés pour garantir que ceux-ci ne se croient pas déconnectés de l'écran, de la souris et du clavier.
Les commutateurs KVM diffèrent par le nombre d'ordinateurs qui peuvent y être connectés, ce nombre pouvant varier de 2 à 64. Des périphériques KVM de classe entreprise peuvent aussi être mis en chaîne pour permettre à un nombre encore supérieur d'ordinateurs d'être contrôlés depuis un même ensemble de clavier, moniteur et souris.
Les commutateurs KVM-P (P pour Peripheral en anglais) possèdent un hub USB permettant d'y connecter et de partager imprimantes, scanners, appareils photos numériques, etc.

## Avantages et inconvénients

### Avantages
Économique (un jeu de périphériques pour plusieurs ordinateurs), mais surtout ergonomique lorsqu'un même opérateur doit contrôler plusieurs ordinateurs, puisque clavier, vidéo et souris restent les mêmes.

### Inconvénients
Aucune possibilité de voir l'affichage de plusieurs écran d'ordinateurs en même temps. Le commutateur KVM peut altérer la résolution et la fréquence de l'image. Paramétrages complexes et installation de logiciels propriétaires pour les modèles faisant transiter l'information par le réseau.